# Жданов Дмитро Олександрович
Дмитро́ Олекса́ндрович Жда́нов (нар. 16 квітня 1929, місто Генічеськ, тепер Херсонської області — 28 березня 1986, місто Ворошиловград, тепер Луганськ) — український радянський діяч, ректор Ворошиловградського (Луганського) державного педагогічного інституту імені Шевченка. Доктор філософських наук, професор. Депутат Верховної Ради СРСР 10—11-го скликань.

## Біографія
У 1936 році батьки переїхали до міста Запоріжжя, де Дмитро Жданов навчався в школі. Під час німецько-радянської війни у 1943 році на фронті загинув його батько. Дмитро Жданов разом із матір'ю перебував у евакуації.
У 1947 році закінчив середню школу в селі Тюп Киргизької РСР. Працював слюсарем на відбудові Дніпрогесу в Запоріжжі.
З 1947 по 1948 рік навчався в педагогічному інституті імені Горького в місті Запоріжжі. У 1948 році перевівся в Київський педагогічний інститут імені Горького, який закінчив у 1951 році з відзнакою, здобувши філологічну освіту за фахом російська мова і література.
У 1951—1954 роках — аспірант Київського державного педагогічного інституту імені Горького.
У 1954—1960 роках — старший викладач, у 1960—1961 роках — доцент кафедри марксизму-ленінізму Ворошиловградського (Луганського) державного педагогічного інституту імені Шевченка.
Член КПРС з 1955 року.
У 1955 році захистив кандидатську дисертацію «Про істинність і правильність мислення». У 1960 році ВАК СРСР затвердив Дмитра Жданова в званні доцента.
У 1961—1975 роках — завідувач кафедри філософії Луганського (Ворошиловградського) державного педагогічного інституту імені Шевченка.
У 1971 році захистив в Інституті філософії АН УРСР докторську дисертацію «Проблеми генезису мислення». У 1972 році затверджений у вченому званні професора на кафедрі філософії.
У квітні 1975 — березні 1986 року — ректор Ворошиловградського державного педагогічного інституту імені Шевченка.
Обирався головою Ворошиловградської обласної організації і членом правління республіканського товариства «Знання». Був членом республіканської координаційної ради із виконання науково-дослідних програм при Міністерстві освіти СРСР, заступником голови Ворошиловградської обласної ради ректорів.

## Основні праці
- Жданов Д. А. Об истинности и правильности мышления: Автореф. Дисс. — К., 1954
- Жданов Д. А. Основные категории материалистической диалектики. — Ворошиловград, 1956
- Жданов Д. А. О переходе от наглядно-образных к отвлеченно-логическим формам мышления //Докл. и сообщ. на науч. сессии за 1962 г. Луган. пед. ин-та: Тез.(Обществ. науки). — Луганск, 1963
- Жданов Д. А. Протоформы мышления и их отражение в истории языка.// Докл. и сообщ.на науч. сессии за 1962 г. Луган. пед. ин-та: Тез.(Обществ. науки). — Луганск, 1963
- Жданов Д. А. О генетически ранних формах умозаключения // Материалы конф. посвящ. проблеме: «Строение и деятельность центральной нервной системы человека и животных» (Тез. и сообщ.). — Луганск, 1963
- Жданов Д. А. Проблема генезиса форм мышления // Вопр. философии. — 1963. — № 10
- Жданов Д. А. У истоков мышления. — М.: Политиздат, 1969
- Жданов Д. А. Возникновение абстрактного мышления. — Х., 1969

## Нагороди
- орден Трудового Червоного Прапора (1976)
- орден «Знак Пошани» (1966)
- медаль «За доблесну працю» (1970)
- медаль А. С. Макаренка (1981)
- Почесна грамота Президії Верховної Ради Української РСР (1982)
- знак «Відмінник народної освіти УРСР» (1968)